# SU-100
Il SU-100 era un cacciacarri usato nell'ultimo anno della seconda guerra mondiale dall'Armata Rossa. Era capace di distruggere qualsiasi mezzo tedesco allora in servizio (perfino di danneggiare seriamente i rari Panzer VI Tiger II) e per questo fu soprannominato "Pizdets vsemu" cioè "Fotto tutto". Venne utilizzato per molto tempo dopo la fine del conflitto sia dall'Unione Sovietica che presso i suoi alleati.

## Storia
Con l'introduzione in massa del T-34/85 gli ingegneri sovietici vennero messi alla prova per trovare un nuovo utilizzo per lo scafo del precedente SU-85. Si decise per l'installazione sul nuovo mezzo di un cannone medio di origine navale da 100 millimetri di calibro.

Anche questo mezzo venne prodotto dalla Uralmaš negli stabilimenti di Sverdlovsk. La progettazione avvenne sotto la supervisione di L.I. Gorlitsky, capo progettista di tutti i semoventi medi realizzati dai russi durante il conflitto mondiale. I lavori presero il via nel febbraio 1944 e il primo prototipo, allora denominato Oggetto 138, venne consegnato il mese successivo.

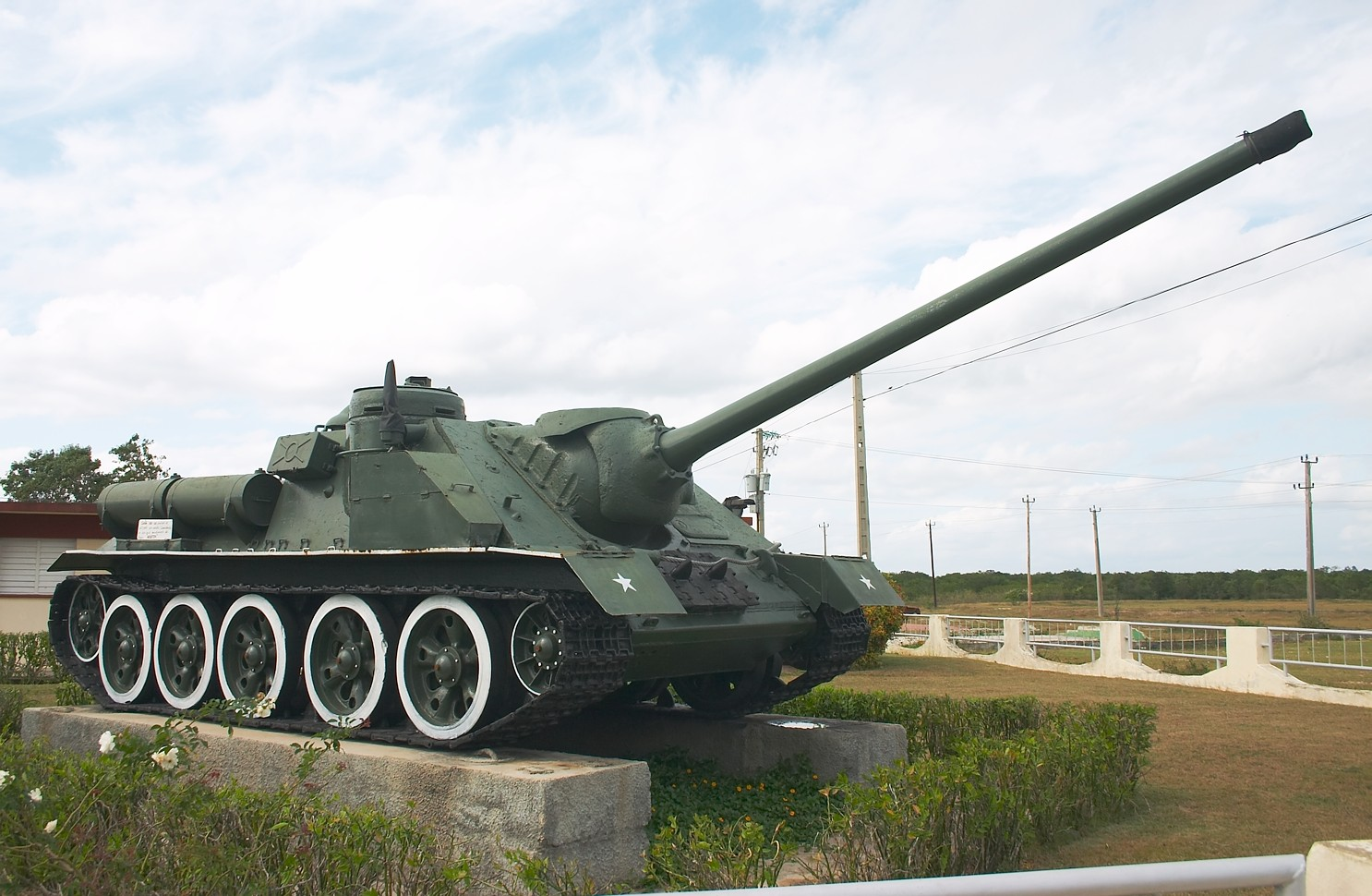
SU-100 al museo dell'invasione USA del 1961, Cuba.

Dopo una serie intensiva di prove con differenti modelli di cannone da 100 mm i progettisti scelsero la versione D-10S per la produzione di massa del mezzo. Questa arma, progettata dal Bureau di costruzioni n°9 guidato da F.F. Petrov e prodotta nella Fabbrica d'artiglieria Nº 9, dopo la fine della seconda guerra mondiale verrà installata anche sui carri T-54 e T-55, oltre che sui mezzi da questi derivati, rimanendo in servizio per oltre 40 anni.
Lo scafo del SU-100 presentava molti miglioramenti rispetto a quello del SU-85. Lo spessore della corazza frontale fu portata a 75 mm dai precedenti 45. Venne aggiunta una piccola protuberanza allo scafo, allargando così lo spazio a disposizione del comandante. Insieme ad una nuova cupola questa modifica incrementò l'efficacia del lavoro del comandante. Per migliorare la ventilazione interna vennero portate a due le unità di ventilazione rispetto a quella singola del SU-85. La produzione iniziò nel settembre del 1944.

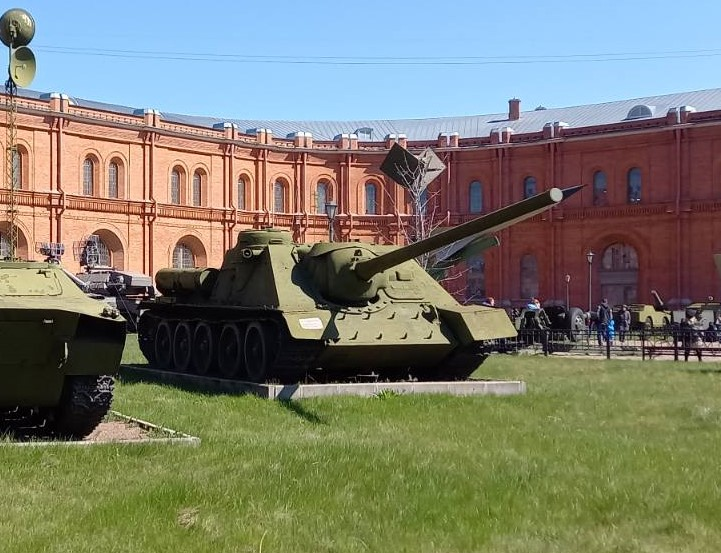
Un SU-100 al museo storico-militare di artiglieria di San Pietroburgo

Il SU-100 venne impiegato nell'ultimo anno di guerra. Venne usato in massa in Ungheria nel 1945 quando le forze sovietiche sconfissero quelle tedesche nell'offensiva del Lago Balaton. Nel luglio del 1945 erano 2.335 i SU-100 costruiti.
Dopo la fine del conflitto il mezzo restò in servizio presso l'Armata Rossa e la sua produzione terminò, in U.R.S.S., solo nel 1947 mentre si prolungò fino al 1950 in Cecoslovacchia. Nell'Armata Rossa venne ritirato dal servizio attivo nel 1957. Molti di questi mezzi furono posti in riserva.
Molti paesi del Patto di Varsavia usarono il SU-100 come alcuni alleati dell'Unione Sovietica quali Cuba, Egitto e Angola.
Venne nuovamente utilizzato in combattimento durante la crisi del canale di Suez dove le forze egiziane lo impiegarono contro gli Sherman e i Centurion dell'esercito israeliano. Vennero poi impiegati nella Guerra dei sei giorni del 1967 e durante il conflitto dello Yom Kippur del 1973. In questo teatro operativo venne leggermente modificato per adeguarlo alle condizioni desertiche che si incontravano nel Medio Oriente. I mezzi così modificati furono denominati SU-100M.

## Capacità del cannone da 100mm D-10S
I dati delle penetrazioni sono su una piastra inclinata di 30°.
| Nome proiettile             | BR-412 AP | BR-412B APBC | BR-412D APBC | F-412 HE |
| Peso (kg)                   | 15.8      | 15.8         | 15.8         | 15.8     |
| Velocità iniziale (m/s)     | 895       | 895          | 887          | 900      |
| Penetrazione a 500 m (mm)   | 110       | 120          | 140          | –        |
| Penetrazione a 1 000 m (mm) | 95        | 110          | 130          | –        |

## Il SU-100 nel cinema
- Il SU-100 ed i suoi equipaggi divennero protagonisti del film del 1969, prodotto in Unione Sovietica Na voyne, kak na voyne (versione russa del detto francese A la guerre comme a la guerre). Questo era uno dei molti film nei quali gli equipaggi dei semoventi erano protagonisti.[5] 
 In questo film venivano cantate alcune canzoni dei carristi russi che oramai fanno parte del cultura popolare russa.
- Nelle scene finali del film diretto nel 1966 da Gillo Pontecorvo La battaglia di Algeri è visibile un SU-100 che viene utilizzato dai francesi contro i rivoltosi algerini; il mezzo tuttavia non è mai stato in dotazione alle forze francesi.